# いわさきまさかず
いわさき まさかずは、日本の漫画家。男性。東京デザイナー学院出身。千葉県柏市在住。
2001年、『月刊電撃コミックガオ!』にてデビュー。
『電撃コミックガオ!』以前に、角川書店『月刊少年エース』・エニックス（現：スクウェア・エニックス）『月刊少年ガンガン』に投稿したが、編集に没にされている（角川書店『月刊少年エース』2008年12月号より）。

## 主な作品

### 連載
- ポポ缶（『月刊電撃コミックガオ!』、全3巻）
- ケメコデラックス!（『月刊電撃コミックガオ!』→『月刊コミック電撃大王』、全9巻）
- あしたの今日子さん（『電撃大王ジェネシス』→『電撃大王WEBコミック』、全7巻）
- 宮本さん本気でヤメてくださいっ（『コミック電撃だいおうじ』、全2巻）
- ちょろいですよ鬼殺さん!（『月刊コミック電撃大王』2019年4月号[2] - 2020年7月号、全2巻）
- アラサーOLハマーン様（原案：矢立肇・富野由悠季、『月刊ガンダムエース』2021年1月号[3] - 連載中、既刊7巻）[注 1][4]

### イラスト
- ガヴリールドロップアウト（テレビアニメ第5話エンドカードイラスト）
- はなまる幼稚園（テレビアニメ第4話エンドカードイラスト）